# Колумбија (Кентаки)
Колумбија (енгл. Columbia) град је у америчкој савезној држави Кентаки.

## Демографија
По попису из 2010. године број становника је 4.452, што је 438 (10,9%) становника више него 2000. године.
| Група             | 2000.         | 2010.         |
| Белци             | 3.596 (89,6%) | 3.918 (88,0%) |
| Афроамериканци    | 296 (7,4%)    | 342 (7,7%)    |
| Азијати           | 24 (0,6%)     | 23 (0,5%)     |
| Хиспаноамериканци | 41 (1,0%)     | 86 (1,9%)     |
| Укупно            | 4.014         | 4.452         |